# Milna (miasto Hvar)
Milna – wieś w Chorwacji, w żupanii splicko-dalmatyńskiej, w mieście Hvar. W 2011 roku liczyła 104 mieszkańców.